# Kääpa, Võrumaa
Kääpa är en ort i sydöstra Estland. Den ligger i Lasva kommun och i landskapet Võrumaa, 220 km sydost om huvudstaden Tallinn. Kääpa ligger 75 meter över havet och antalet invånare är 306.
Runt Kääpa är det glesbefolkat, med 10 invånare per kvadratkilometer. Närmaste större samhälle är Võru, 7 km sydväst om Kääpa. Omgivningarna runt Kääpa är en mosaik av jordbruksmark och naturlig växtlighet.
Trakten ingår i den hemiboreala klimatzonen. Årsmedeltemperaturen i trakten är 6,5 °C. Den varmaste månaden är juli, då medeltemperaturen är 18,4 °C, och den kallaste är februari, med −4,5 °C.